# لوروا سمارت
لوروا سمارت (بالإنجليزية: Leroy Smart)‏ هو موسيقي ومنتج أسطوانات وملحن جامايكي، ولد في 1952 في كينغستون في جامايكا.

## وصلات خارجية
- لوروا سمارت على موقع ميوزك برينز (الإنجليزية)
- لوروا سمارت على موقع ديسكوغز (الإنجليزية)